# Chế độ đẳng cấp Vác-na
Chế độ đẳng cấp Varna hay chế độ chủng tính (tiếng Phạn: वर्ण, đã Latinh hoá: varṇa), theo ngữ cảnh của Ấn Độ giáo, dùng để chỉ một tầng lớp xã hội trong một hệ thống đẳng cấp có thứ bậc. Hệ tư tưởng được mô tả trong các văn bản như Manusmriti, trong đó mô tả và xếp hạng bốn varnas, và quy định nghề nghiệp và nhiệm vụ của họ hoặc pháp (trong Phật giáo).

## Nguyên nhân xuất hiện
Vào giữa thiên niên kỉ thứ II TCN, tộc người da trắng từ phương Tây Bắc tràn vào miền bắc Ấn Độ tự xưng là "Arian" có nghĩa là tộc người "xuất thân cao quý". Họ gọi những người da đen bản địa là người man rợ. Sau này chúng đưa vào màu da "xuất thân" và đã thiết lập chế độ đẳng cấp Vác-na với 4 đẳng cấp: Brahman, Kcatrya, Vaicya và Cudra.

#### Chế độ phân biệt đẳng cấp
- Brahman (Brahmin) (Bà la môn) là đẳng cấp thứ nhất gồm tăng lữ, quý tộc. Đây là đẳng cấp cao nhất, người thuộc đẳng cấp này có nhiệm vụ nghiên cứu, giảng dạy kinh Vệ-đà và lo việc cúng tế thần linh.
- Kcatrya (Kshatriya) là đẳng cấp thứ hai gồm tầng lớp quý tộc, vương công và vũ sĩ, có thể làm vua và các thứ quan lại.
- Vaicya (Vaishya) là đẳng cấp thứ ba gồm tầng lớp nông dân, thợ thủ công và thương nhân, có nghĩa vụ nộp thuế cho nhà nước, cung phụng cho đẳng cấp Brahman và Kcatrya.
- Cudra (Shudra) là đẳng cấp thứ tư đa số là cư dân bản địa bị chinh phục, nô lệ, tôi tớ làm thuê.

Các cộng đồng thuộc một trong bốn lớp hoặc lớp varnas được gọi là người Hindu ở savarna. Những người Dalits (hoặc gọi là Panchama) hoặc những bộ lạc khác không thuộc bất kỳ varna nào được gọi là avarna.
Sự phân chia làm bốn này là một hình thức phân tầng xã hội, hoàn toàn khác với hệ thống Jātis mang nhiều sắc thái hơn, tương ứng với thuật ngữ "đẳng cấp" ở châu Âu.
Hệ thống varna được thảo luận trong các văn bản Ấn Độ giáo, và được hiểu là cách gọi của con người được lý tưởng hóa. Khái niệm này thường bắt nguồn từ câu Purusha Sukta của Rigveda.

#### Từ nguyên
Thuật ngữ tiếng Phạn varna có nguồn gốc từ gốc vṛ, có nghĩa là "bao phủ, bao bọc, đếm, phân loại xem xét, mô tả hoặc lựa chọn"
Từ này xuất hiện trong Rigveda, có nghĩa là "màu sắc, hình dáng bên ngoài, bên ngoài, hình thức, hình dáng hoặc hình dạng". Từ này có nghĩa là "màu sắc, màu, thuốc nhuộm hoặc sắc tố" trong Mahabharata. Varna theo ngữ cảnh có nghĩa là "màu sắc, chủng tộc, bộ lạc, loài, loại, sắp xếp, bản chất, đặc điểm, phẩm chất, tài sản" của một đối tượng hoặc con người trong một số văn bản Vệ-đà và thời Trung cổ. Varna đề cập đến bốn tầng lớp xã hội trong Manusmriti.

## Kinh Vệ-đà
Kinh Vệ-đà, hay Phệ-đà (tiếng Phạn: वेद; tiếng Anh: Veda) xem như là cỗi gốc của giới Bà La Môn và là suối nguồn của nền văn minh Ấn Độ. Phần lớn ca tụng những vẻ đẹp huy hoàng, tưng bừng và mầu nhiệm của cuộc sống trong vũ trụ.

## Vai trò
Tất cả những nhánh Ấn Độ giáo đều thừa nhận chế độ đẳng cấp, mặc dù phần lớn tôn giáo khác đã phản đối kịch liệt chế độ này. Trong những nhánh đề cao tín ngưỡng (sa. bhakti), chế độ này hoàn toàn không có một cơ sở hợp pháp hoá nào, nhưng lại được những văn bản cổ về luật pháp (sa. smṛti) (bộ luật Manu và cơ sở tôn giáo), đưa ra và đòi hỏi được áp dụng tuy chúng thuộc vào thời hậu phệ-đà và không có bản chất khải thị. Ta có thể xếp chế độ đẳng cấp vào mô hình giải thích thuyết luân hồi tái sinh một cách không có mâu thuẫn, nhưng sự việc này không có nghĩa là nó phải được xem là một hiện tượng tất nhiên.
Trong Ấn giáo Tì-thấp-nô (viṣṇuism, vaiṣṇavism), Thấp-bà (śivaism) cũng như Tính lực (śāktism), người ta đã từng tìm thấy những cuộc đấu tranh phản đối chế độ đẳng cấp nhưng dưới sự đô hộ của các chế độ theo Hồi giáo và Cơ Đốc giáo sau này, không gian cho sự tranh đấu chống lại những cấu trúc truyền thống đã trở nên eo hẹp. Chỉ trong thời cận đại và đặc biệt là sau khi giành được độc lập (1947), chế độ đẳng cấp mới bị loại ra khỏi hiến pháp. Tuy nhiên sự phân biệt đẳng cấp vẫn tồn tại trong tâm lý dân chúng và tập quán xã hội.

## Sách
- Bayly, Susan (2001), Caste, Society and Politics in India from the Eighteenth Century to the Modern Age, Cambridge University Press, ISBN 978-0-521-26434-1
- Jaini, Padmanabh (1998). The Jaina Path of Purification. Motilal Banarsidass. ISBN 978-81-208-1578-0.
- Ghurye, Govind Sadashiv (1969) [1932]. Caste and Race in India . Popular Prakashan. ISBN 9788171542055. OCLC 1066815345.
- Hiltebeitel, Alf (2011). Dharma: Its early history in law, religion, and narrative. Oxford University Press. ISBN 978-0-19-539423-8.
- Olivelle, Patrick (1998). "Caste and Purity: A Study in the Language of the Dharma Literature". Contributions to Indian Sociology. Quyển 32 số 2. tr. 199–203. doi:10.1177/006996679803200203. S2CID 144201754.
- Olivelle, Patrick (2008). "Caste and Purity". Collected essays. Firenze, Italy: Firenze University Press. ISBN 978-88-8453-729-4.
- Sharma, Ram Sharan (1990). Śūdras in Ancient India: A Social History of the Lower Order Down to Circa A.D. 600. Motilal Banarsidass Publishers. tr. 10. ISBN 9788120807068.